# 越南國慶日
越南國慶日（越南语：Ngày Quốc khánh Việt Nam），是指八月革命后的1945年9月2日，越南獨立同盟會主席胡志明於河内巴亭广场宣布成立越南民主共和国（北越）的日子。此事件结束了八十多年法国的殖民統治，也结束了自越南自中原王朝独立以来千年封建社会的存在，為越南历史写下了新的章节。
國慶日是越南的重要节日之一，越南政府为了庆祝这一天，规定全国放一天假（自2021年开始改为放假两天）。

## 历史沿革
1945年9月2日，越南獨立同盟會主席胡志明在此宣读越南《独立宣言》，宣布越南民主共和国（1976年南北越实现统一后定国名为越南社会主义共和国）成立。每年国庆，越南政府都会举行隆重的庆祝活动。